# Erweiterung der Europäischen Union

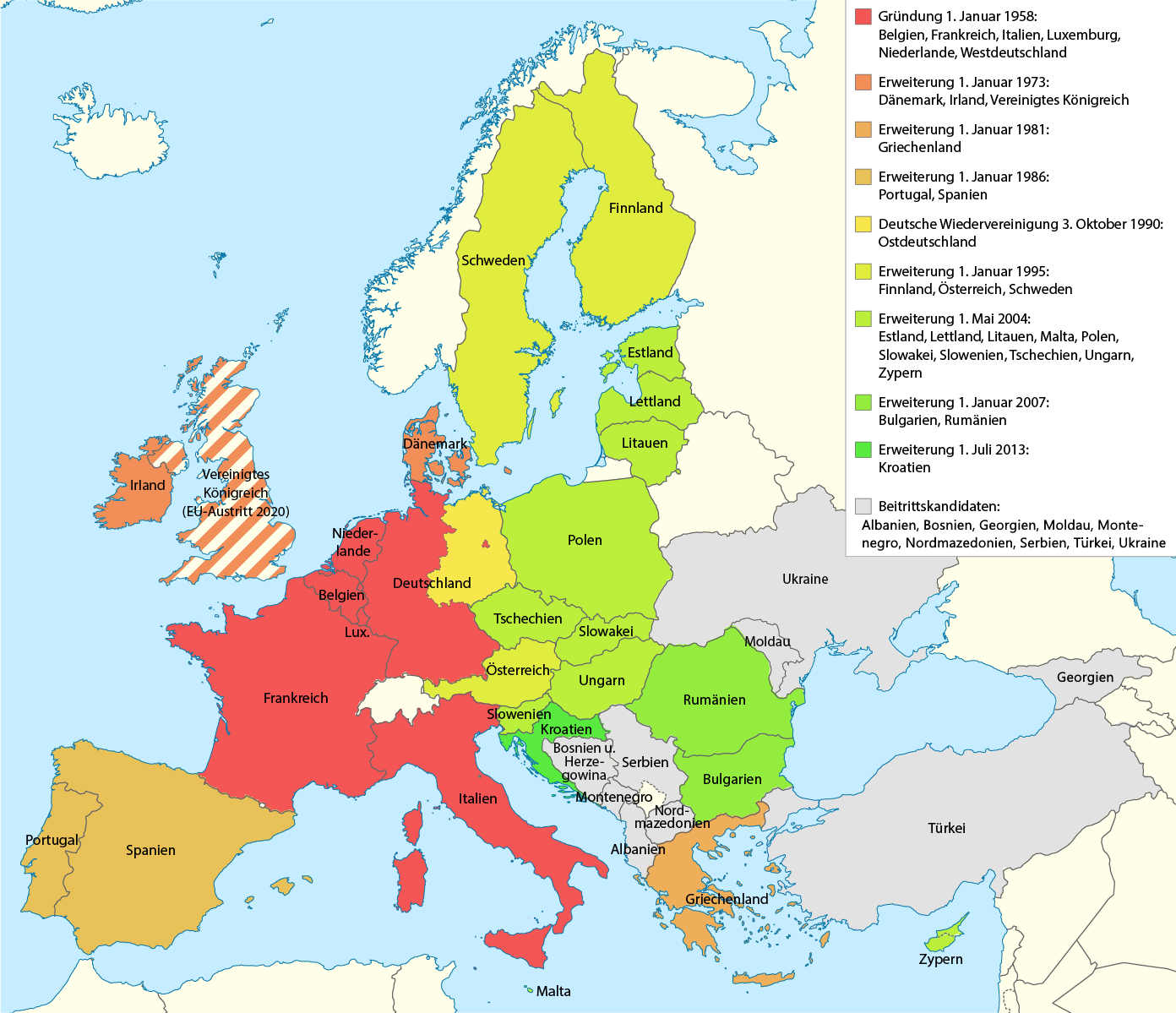
Erweiterungsrunden 1973 bis 2013

Unter der Erweiterung der Europäischen Union (EU-Erweiterung) versteht man die Aufnahme eines oder mehrerer Staaten (sogenannter EU-Beitrittsstaaten) in die Europäische Union. Art. 49 des EU-Vertrags räumt jedem europäischen Staat – der die 1993 formulierten Kopenhagener Kriterien erfüllt – das Recht ein, die Mitgliedschaft zur Europäischen Union zu beantragen, ohne dass ein Rechtsanspruch auf Erwerb der Mitgliedschaft besteht. Das Europäische Parlament und alle bisherigen Mitgliedstaaten müssen dem Beitritt zustimmen. Vor der Erweiterung muss das Beitrittsland den sogenannten „Besitzstand der EU“ (acquis communautaire), also die Gesamtheit des EU-Rechts, umsetzen.
„Europäisch“ wird dabei in einem politisch-kulturellen Sinn verstanden und schließt die Mitglieder des Europarats, wie beispielsweise die Republik Zypern, mit ein.

## Voraussetzungen
Der Europäische Rat hat in seinen Kopenhagener Schlussfolgerungen vom 22. Juni 1993 (EG Bull. 6/93, S. 13) vier generelle Voraussetzungen aufgestellt, die sich sowohl an den beitrittswilligen Staat wie auch an die EU richten:
- Verfassungsstaatlichkeit
- Binnenmarktfähigkeit
- Integrationswilligkeit
- Erweiterungsfähigkeit

Art. 49 Abs. 1 Satz 1 EUV nennt für den Beitritt eines Staates zur EU folgende Voraussetzungen:
- nur ein europäischer Staat kann beitreten (ohne Definition, auf welchem Gebiet europäische Staaten liegen)
- Beitritt ist nur zur Union insgesamt möglich
- EU-Bewerber muss die in Art. 2 EUV genannten Werte achten und sich für ihre Förderung einsetzen
  - Achtung der Menschenwürde
  - freiheitlich-demokratische Staatsform
  - Rechtsstaatlichkeit
  - Gleichheit
  - Wahrung der Menschenrechte einschließlich der Minderheitenrechte

## Beitrittsverfahren

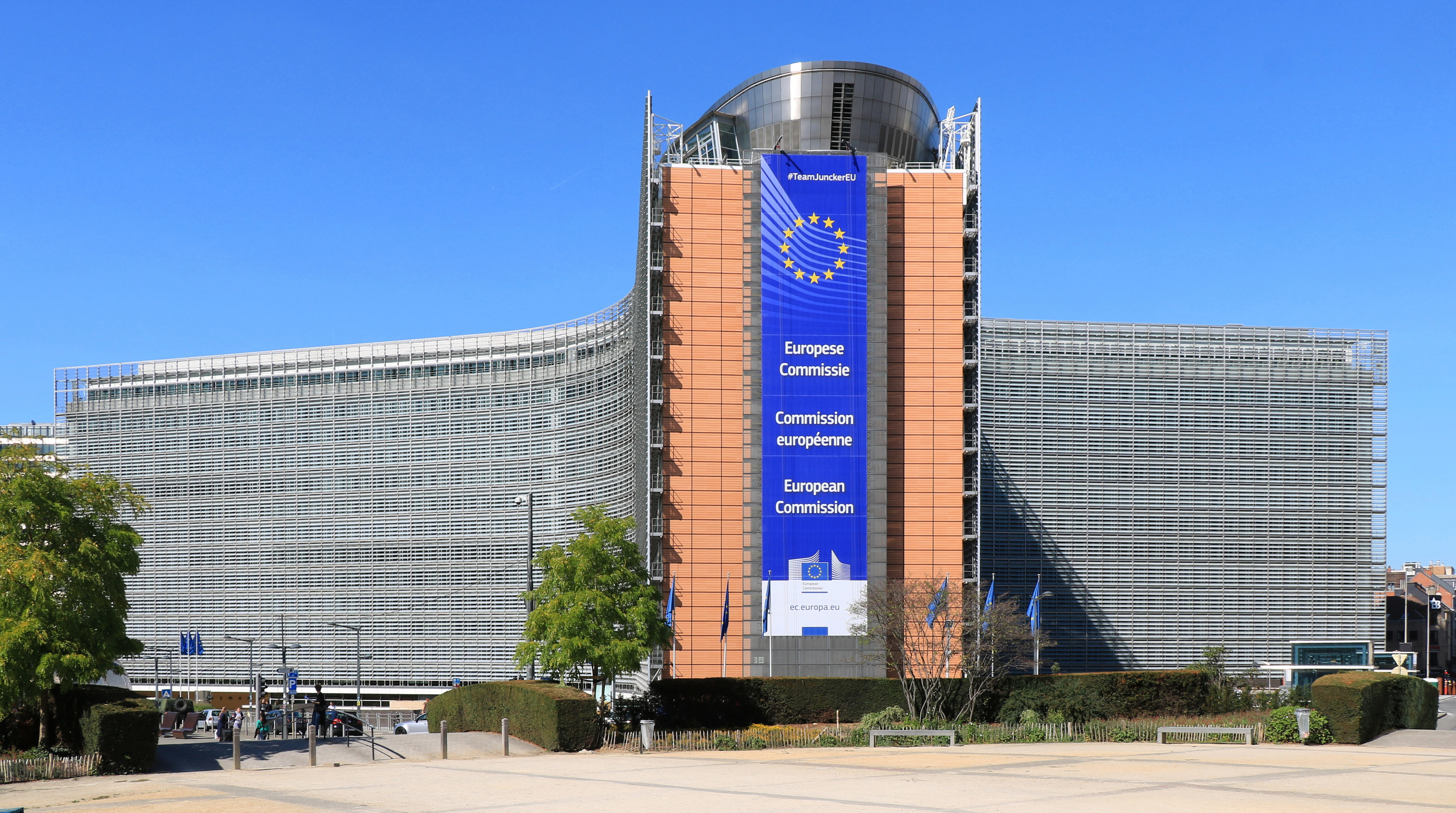
Die Europäische Kommission, die eine zentrale Rolle im Erweiterungsprozess spielt

Das Beitrittsverfahren wird durch einen Beitrittsantrag des Bewerberstaates an den Rat der Europäischen Union (kurz Rat) eingeleitet, worüber das Europäische Parlament sowie sämtliche nationalen Parlamente der Mitgliedstaaten zu unterrichten sind. Nach Anhörung der Europäischen Kommission und Zustimmung der Mehrheit der Mitglieder des Europäischen Parlaments verleiht der Rat durch einen einstimmigen Beschluss den Kandidatenstatus. Allerdings kann die Aufnahme von Beitrittsverhandlungen dabei noch an die Erfüllung bestimmter Bedingungen geknüpft sein. Sobald diese erfüllt sind, wird wiederum durch einstimmigen Beschluss des Rates der Kommission ein Verhandlungsmandat erteilt, in dem unter anderem die Reformen festgelegt werden, die das Kandidatenland vor einem Beitritt durchführen muss. Die Verhandlungen selbst, die zwischen dem Kommissar für Erweiterung und dem Bewerberstaat geführt werden, betreffen vor allem den Zeitplan und die genauen Bedingungen für die Einführung des Acquis communautaire, also der Gesamtheit aller europarechtlichen Vorschriften. Die Inhalte des Acquis selbst sind unverhandelbar, in den Verhandlungen können aber zum Beispiel bestimmte Übergangsfristen vereinbart werden, um einen reibungslosen Verlauf der Erweiterung zu ermöglichen. Andere Verhandlungsthemen sind der künftige Beitrag des Beitrittsstates zum Haushalt der Europäischen Union oder seine Vertretung in den EU-Organen, etwa die Anzahl an Europaparlamentariern, die es stellen darf. Mit dem Instrument für Heranführungshilfe (IPA) kann die EU Reformen in dem Beitrittskandidatenland finanziell unterstützen.
Die Gesamtdauer der Beitrittsverhandlungen kann von Staat zu Staat unterschiedlich sein. Sie ist einerseits von den Reformfortschritten des Staates abhängig, andererseits von politischen Entscheidungen des Rates, der die Eröffnung und den Abschluss jedes neuen Verhandlungskapitels beschließen muss.

### Screening
Für die Verhandlungen wird der Acquis in 35 Kapitel unterteilt, die vom freien Warenverkehr über Sicherheit, Freiheit und Recht bis zu institutionellen Fragen reichen. Am Anfang der Verhandlungen steht das sogenannte „Screening“, das die Kommission mit dem Beitrittskandidaten durchführt. Dabei wird für jedes einzelne Kapitel der bestehende Rechtsrahmen des Staates geprüft und ermittelt, welche Reformen zur Anpassung an den Acquis communautaire noch notwendig sind. Die Kommission erstattet dem Rat der EU über das Screening Bericht. Sie empfiehlt dann entweder, die Verhandlungen zu eröffnen, oder zunächst bestimmte Vorleistungen des Beitrittsstaates zu fordern (sog. „Benchmarks“).

### Verhandlungen
Die Eröffnung der eigentlichen Verhandlungen erfolgt für jedes einzelne Kapitel durch einen neuen Beschluss des Rates für Allgemeine Angelegenheiten. Während der Verhandlungen werden Rat und Europäisches Parlament ständig von der Kommission über den Verlauf informiert. So kontrolliert die Kommission im Rahmen des sogenannten Monitoring die Reformfortschritte des Beitrittsstaates.
Auch für den Abschluss der Verhandlungen einzelner Kapitel werden bestimmte Benchmarks aufgestellt. Wenn die Kommission der Meinung ist, dass diese Benchmarks erfüllt wurden, empfiehlt sie dem Rat, die Verhandlungen zu diesem Kapitel vorläufig abzuschließen, was erneut durch einstimmigen Beschluss erfolgt. Allerdings können alle Kapitel bis zum Abschluss der Gesamtverhandlungen auch wieder eröffnet werden.

### Beitrittsvertrag
Nach Abschluss der Verhandlungen zu allen Kapiteln entwerfen die Kommission und das Beitrittsstaat den Beitrittsvertrag, in dem alle Übergangsbestimmungen und sonstigen Verhandlungsergebnisse zusammengefasst werden. Dieser Beitrittsvertrag muss vom Rat der EU und vom Europäischen Parlament gebilligt werden. Anschließend wird er von Vertretern aller EU-Mitgliedstaaten und des Beitrittsstaates unterzeichnet. Formal handelt es sich also um einen völkerrechtlichen Vertrag zwischen den bisherigen Mitgliedstaaten und dem neuen Mitglied. Er muss daher auch von allen Mitgliedstaaten entsprechend deren nationalen verfassungsrechtlichen Vorschriften ratifiziert werden. Normalerweise erfolgt dies durch einen Parlamentsbeschluss; in Frankreich ist allerdings für jede künftige EU-Erweiterung (mit Ausnahme des Beitritts Kroatiens) ein Referendum vorgesehen. Auch der Beitrittsstaat muss den Vertrag nach seinen nationalen Regelungen ratifizieren; dies erfolgt meistens durch ein Referendum.
Zwischen der Unterzeichnung und der Aufnahme in die Europäische Union erhält das Beitrittsstaat bereits bestimmte Vorrechte. So kann es an Sitzungen der EU-Organe als „aktiver Beobachter“ teilnehmen und besitzt dort ein Rederecht (aber kein Stimmrecht). Nach Abschluss des Ratifizierungsprozesses wird der Beitrittsstaat am im Beitrittsvertrag vorgesehenen Tag zum Mitgliedstaat der Europäischen Union.

### Überblick über die Verhandlungskapitel
Die folgende Tabelle zeigt die 35 Verhandlungskapitel im Einzelnen:
| Kapitel                                                                  |
| ------------------------------------------------------------------------ |
| 01. Freier Warenverkehr                                                  |
| 02. Freizügigkeit der Arbeitnehmer                                       |
| 03. Niederlassungsrecht und Dienstleistungsfreiheit                      |
| 04. Freier Kapitalverkehr                                                |
| 05. Öffentliches Auftragswesen                                           |
| 06. Gesellschaftsrecht                                                   |
| 07. Rechte an geistigem Eigentum                                         |
| 08. Wettbewerbspolitik                                                   |
| 09. Finanzdienstleistungen                                               |
| 10. Informationsgesellschaft und Medien                                  |
| 11. Landwirtschaft                                                       |
| 12. Lebensmittelsicherheit und Tier- und Pflanzengesundheit              |
| 13. Fischerei                                                            |
| 14. Verkehrspolitik                                                      |
| 15. Energie                                                              |
| 16. Steuern                                                              |
| 17. Wirtschafts- und Währungspolitik                                     |
| 18. Statistik                                                            |
| 19. Sozialpolitik und Beschäftigung                                      |
| 20. Unternehmens- und Industriepolitik                                   |
| 21. Transeuropäische Netze                                               |
| 22. Regionalpolitik und Koordination der strukturpolitischen Instrumente |
| 23. Justiz und Grundrechte                                               |
| 24. Sicherheit, Freiheit und Recht                                       |
| 25. Wissenschaft und Forschung                                           |
| 26. Bildung und Kultur                                                   |
| 27. Umwelt                                                               |
| 28. Verbraucher- und Gesundheitsschutz                                   |
| 29. Zollunion                                                            |
| 30. Außenbeziehungen                                                     |
| 31. Außen-, Sicherheits- und Verteidigungspolitik                        |
| 32. Finanzkontrolle                                                      |
| 33. Finanz- und Haushaltsbestimmungen                                    |
| 34. Institutionen                                                        |
| 35. Sonstige Fragen                                                      |

## Gründung und Erweiterungen 1957–2013

### Gründung der EWG 1957

Entwicklung 1957–2020 (animierte Grafik)

Die sechs Gründungsmitglieder der Europäischen Wirtschaftsgemeinschaft (EWG) waren Belgien, die Bundesrepublik Deutschland, Frankreich, Italien, Luxemburg und die Niederlande. Diese Staaten werden oft auch als „Sechsergemeinschaft“ oder „Gründerstaaten“ bezeichnet. Die von ihnen am 25. März 1957 unterzeichneten Römischen Verträge traten am 1. Januar 1958 in Kraft.

### Erste Erweiterung (Norderweiterung) EG 1973
Bei der so genannten Norderweiterung am 1. Januar 1973 traten Dänemark, die Republik Irland und das Vereinigte Königreich der EG bei. Norwegen, welches ebenfalls die Mitgliedschaft beantragt hatte, konnte wegen eines ablehnenden Votums der Bevölkerung nicht beitreten. Der negative Ausgang der norwegischen Volksabstimmung lässt sich unter anderem damit erklären, dass das norwegische Volk Bedenken hatte, Errungenschaften wie den Wohlfahrtsstaat, den es selbstständig erreicht hatte, zu verlieren. In Irland votierten die Wähler in einem Referendum am 10. Mai 1972 mit großer Mehrheit für den Beitritt, ebenso in Dänemark am 2. Oktober 1972.
Mit diesen Beitritten wurde die EFTA (European Free Trade Association), die insbesondere vom Vereinigten Königreich in den 1960er-Jahren als Gegenmodell zur EG propagiert worden war, geschwächt. Dänemark und das Vereinigte Königreich traten mit Wirkung vom 1. Januar 1973 aus der EFTA aus.
Schon 1963 hatte das Vereinigte Königreich einen Antrag auf Beitritt zur EU gestellt, der aber durch Frankreich – insbesondere auf Betreiben von Charles de Gaulle – abgelehnt wurde. Nachdem 1974 die Regierung unter Premierminister Edward Heath (Conservative Party) abgewählt worden war, drängte die neue Regierung unter Premierminister Harold Wilson (Labour Party) auf eine Neuverhandlung der Vertragsbedingungen. Im Zuge dieser erneuten Verhandlungen erreichte er eine Verringerung der Beitragszahlungen des Vereinigten Königreichs. Am 5. Juni 1975 fand erstmals in der Geschichte des Staates eine nationale Volksabstimmung statt, bei der die Bürger über den Verbleib in der EU abstimmten. Für den Verbleib stimmten 67,2 Prozent, dagegen 32,8 Prozent.
Die Wirtschaft Irlands war hinter der wirtschaftlichen Entwicklung Mittel- und Westeuropas zurückgeblieben. Der Staat war agrarisch geprägt. Daher stellte die EWG Irland umfangreiche Fördermittel zur Verfügung. Eine weitere Besonderheit Irlands war, dass es 1973 als einziger EG-Staat nicht NATO-Mitglied war.

### Zweite Erweiterung (Süderweiterung, Teil I) 1981
Griechenland trat zum 1. Januar 1981 der Europäischen Gemeinschaft bei. Seine Aufnahme war heftig diskutiert worden; erst 1974 hatte die Griechische Militärdiktatur geendet. Generell befürchtete man, dass die EG mit Griechenland eine Art „Störenfried“ aufnehmen würde. Diskutiert wurde das gespannte und konfliktbehaftete Verhältnis zur Türkei, die zusammen mit Griechenland 1952 in die NATO aufgenommen wurde. Griechenland war sehr arm und agrarisch ausgerichtet. Auch die scharfen USA-kritischen Äußerungen hätten zu Problemen führen können.
Griechenland war das zehnte Mitglied der EG.

### Grönlandvertrag
Mit dem Grönlandvertrag wurde 1984 nach einer Volksabstimmung Grönland als selbst verwaltender Teil des Königreich Dänemark aus den Europäischen Gemeinschaften herausgelöst, aber als assoziiertes Mitglied der Europäischen Wirtschaftsgemeinschaft aufgenommen. Dieses Vorgehen stellte nach dem Muster der für die überseeischen Hoheitsgebiete geltenden Regelungen besondere Beziehungen zwischen der Europäischen Gemeinschaft und Grönland her.

### Dritte Erweiterung (Süderweiterung, Teil II) 1986
1986 folgten Portugal und Spanien als elftes und zwölftes Mitglied. Eine teilweise befürchtete Einwanderungswelle aus diesen zwei Staaten blieb aus. Der Beitritt Portugals führte zu einer weiteren Schwächung der EFTA.
Der Beitritt war für beide Staaten eine Art Befreiungsschlag. Er half aus einer Isolation, in der insbesondere Spanien jahrzehntelang gewesen war. Die Aufnahme in die EG war ein Meilenstein, um die Folgen der Franco-Diktatur zu überwinden. Die Beitrittsanträge Spaniens und Portugals fanden im jeweiligen Parlament (Cortes Generales und Parlament Portugals) fast einhellige Zustimmung. In Spanien stimmten beispielsweise auch die separatistisch eingestellten Basken der Aufnahme zu; sie erhofften sich im Rahmen der steigenden Aufmerksamkeit für Spanien auch mehr Beachtung ihrer Interessen seitens der EG und ihres Bestrebens nach baskischer Eigenstaatlichkeit.

### Deutsche Wiedervereinigung 1990
Am 3. Oktober 1990 traten die Länder der DDR (etwa 108.000 km² und 16,7 Millionen Einwohner) der Bundesrepublik Deutschland bei, die zu diesem Zeitpunkt Mitglied der Europäischen Gemeinschaft war. Diese „Deutsche Wiedervereinigung“ war keine eigentliche „Erweiterung“ der EG, da die Gemeinschaften keinen weiteren Staat aufnahmen und weder ein Beitritt beantragt oder genehmigt wurde oder Verträge auf EG-Basis unterzeichnet wurden.
Mit der Wiedervereinigung erstreckte sich das gesamte Gemeinschaftsrecht (Primär- und Sekundärrecht sowie die von der Gemeinschaft geschlossenen Verträge) auch auf das deutsche Beitrittsgebiet. Bei der Transformation des in der DDR geltenden Rechts bedurfte es – ähnlich wie beim Beitritt eines Staates zur Union – zahlreicher Übergangs- und Anpassungsregelungen, die von der Gemeinschaft für das deutsche Beitrittsgebiet festgelegt wurden.
Mit über 80 Millionen Einwohnern ist Deutschland seitdem der bevölkerungsreichste EG-Mitgliedstaat.

### Vierte Erweiterung (EFTA-Erweiterung) EU 1995
Österreich, Schweden, Finnland und Norwegen hatten nach erfolgreichen Beitrittsverhandlungen Volksentscheide über den Beitritt durchführen lassen, bei denen es in Schweden (52,3 %) und Finnland (57 %) Mehrheiten für einen EU-Beitritt gab. Die Wahlbeteiligung war in Finnland am niedrigsten (74 %) und in Schweden hoch (83 %). Bei der Volksabstimmung in Österreich votierten 66,6 % der Wähler bei einer Wahlbeteiligung von 82,3 % für eine Mitgliedschaft. Bei der Volksabstimmung in Norwegen votierten 52,2 % der Wähler gegen einen Beitritt.
Die EU hatte 15 Mitgliedstaaten (EU-15).

### Fünfte Erweiterung (Osterweiterung, Teil I) 2004

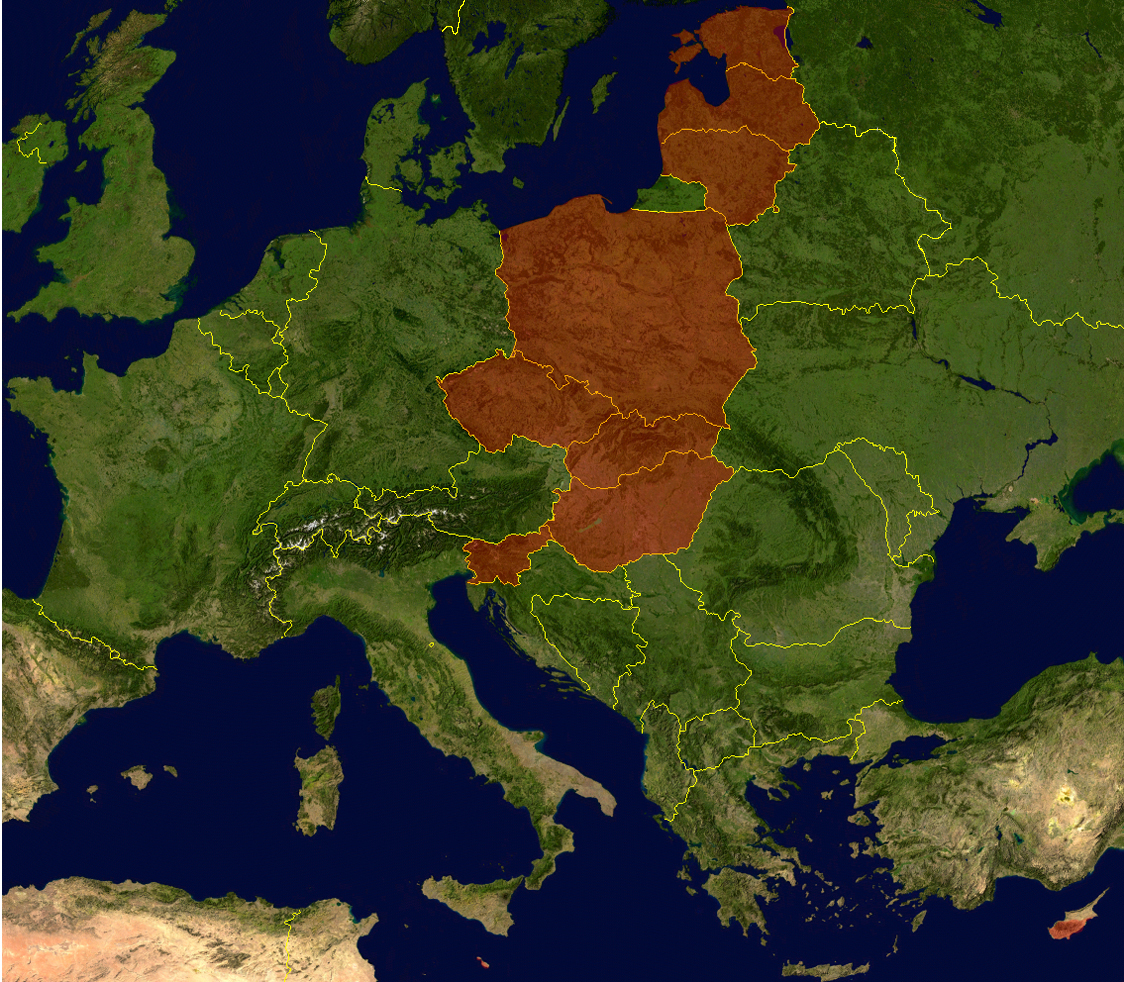
Beitrittsstaaten 2004

Am 1. Mai 2004 traten die Staaten Estland, Lettland, Litauen, Polen, Tschechien, Slowakei, Ungarn, Slowenien, Malta und die Republik Zypern der Europäischen Union bei. Diese werden auch als Luxemburg-Gruppe bezeichnet, weil 1997 in Luxemburg die Aufnahme von Beitrittsverhandlungen mit diesen Staaten beschlossen wurde.
Am 1. Januar 2007 wurde in Slowenien der Euro eingeführt, am 1. Januar 2008 in Malta und im griechischen Teil Zyperns, am 1. Januar 2009 in der Slowakei und am 1. Januar 2011 in Estland. In Lettland erfolgte die Euro-Einführung am 1. Januar 2014, in Litauen am 1. Januar 2015. Die anderen drei Mitgliedstaaten können den Euro vorläufig noch nicht einführen, weil die Kriterien des Stabilitätspaktes bisher nicht erfüllt sind.
Alle neuen Mitgliedstaaten sind seither Nettoempfänger, d. h., sie erhalten mehr EU-Mittel für Strukturförderung u. ä., als sie an Beiträgen an die Union zahlen. (Stand 2022)
In vielen Städten fanden am 1. Mai 2004 Freudenfeiern statt, in Valletta (Malta) und anderen Hauptstädten erhellten große Feuerwerke den Himmel. Ein weiterer Schritt zur Vereinigung Europas war vollzogen und wurde von den Staats- und Regierungschefs in Athen gefeiert.
Damit die Regionen beiderseits der ehemaligen Außengrenze der EU wirtschaftlich besser zusammenwachsen, wurde 1998 die ARGE 28 gegründet, die Arbeitsgemeinschaft der 28 Grenzlandkammern zwischen der Ostsee und der Ägäis. Dieser Vereinigung gehören alle an die Beitrittsstaaten grenzenden Wirtschaftskammern (IHKs, HWKs) in Deutschland, Österreich und Italien sowie eine griechische Kammer an. Die ARGE 28 hat sich in den vergangenen Jahren zu einem wichtigen Ansprechpartner der EU entwickelt; es finden regelmäßige Besprechungen und Konsultationen statt.
Die EU setzte sich somit aus 25 Mitgliedstaaten zusammen.

### Sechste Erweiterung (Osterweiterung, Teil II) 2007
Im Februar bzw. März 1993 hatten Rumänien und Bulgarien Assoziierungsabkommen mit der Europäischen Union abgeschlossen, die am 1. Februar 1995 in Kraft traten. Danach stellte Rumänien am 22. Juni 1995 ein offizielles Beitrittsgesuch; Bulgarien folgte am 14. Dezember 1995.
Die Beitrittsverhandlungen mit Bulgarien wurden am 15. Juni 2004 abgeschlossen. Des Weiteren hat der Staat einseitig seine Währung seit 1999 an die D-Mark gekoppelt; Litauen (Litas) und Estland (Estnische Krone) hatten ihre Währungen vor ihrem Beitritt an den Euro gekoppelt. Im Dezember 2004 wurden auch die Verhandlungen mit Rumänien abgeschlossen. Wegen der im Vergleich zu Bulgarien seinerzeit deutlich schlechteren Wirtschafts- und Rechtslage Rumäniens wurden dem Staat bis 2007 strenge Auflagen erteilt. Der Beitrittsvertrag mit beiden Staaten wurde am 25. April 2005 unterzeichnet. Einige Klauseln darin hätten es der EU ermöglicht, deren für den 1. Januar 2007 geplanten Beitritt um ein Jahr zu verschieben.
Rumänien und Bulgarien wurden zum 1. Januar 2007 in die Europäische Union aufgenommen. Dadurch wuchs die Einwohnerzahl der EU auf zirka 501 Millionen und ihre Fläche auf 4,324 Millionen Quadratkilometer. 2007 fanden in beiden Staaten Europawahlen statt. Bulgarien und Rumänien entsandten Abgeordnete ins Europaparlament; diese hatten bis zur Europawahl 2009 nur Beobachterstatus.

### Siebte Erweiterung (Kroatien) 2013
Kroatien wurde am 18. Juni 2004 der Status eines offiziellen Beitrittskandidaten verliehen. Der Rat der Europäischen Union beschloss am 16./17. Dezember 2004, die Beitrittsverhandlungen am 17. März 2005 zu beginnen. Da für viele Mitgliedstaaten der Union die Zusammenarbeit der kroatischen Regierung mit dem Kriegsverbrechertribunal in Den Haag ungenügend gewesen war, war der Verhandlungsbeginn jedoch auf unbestimmte Zeit verschoben worden, bis Besserung festzustellen war. Mit der Erklärung der Chefanklägerin des Tribunals, dass Kroatien voll kooperiere, wurden die Beitrittsverhandlungen am 4. Oktober 2005 aufgenommen. Die Koppelung zwischen Beitrittsverhandlungen bzw. Beitritt und Zusammenarbeit mit dem Kriegsverbrechertribunal wurde von einigen führenden Politikern abgelehnt.
Im März 2008 rechneten ranghohe Vertreter der Europäischen Kommission mit der EU-Mitgliedschaft Kroatiens zum Jahresende 2009, die Beitrittsverhandlungen verzögerten sich dann jedoch mehrmals. Die Verhandlungen mit dem Ziel des Beitritts zum 1. Juli 2013 wurden am 30. Juni 2011 abgeschlossen. Ende Juni 2011 konnten unter ungarischem EU-Vorsitz alle 35 Verhandlungskapitel abgeschlossen werden. Die Unterzeichnung des Beitrittsvertrags zwischen der EU und Kroatien fand unter polnischem Vorsitz am 9. Dezember 2011 in Brüssel statt.
Kroatien nahm seit der Unterzeichnung des Beitrittsvertrages als aktiver Beobachter an den Beratungen des Europäischen Rates sowie des Rates der EU und seiner Vorbereitungsgremien teil. Interimistisch wurden seitens des kroatischen Parlaments Abgeordnete zum Europäischen Parlament ernannt, die als Beobachter an den Parlamentssitzungen teilnahmen. Durch die Erweiterung verschob sich der geographische Mittelpunkt der EU nach Oberwestern, Koordinaten: 50° 6′ 56″ N, 9° 14′ 31″ O
Am 22. Januar 2012 wurde in Kroatien das Referendum über den EU-Beitritt Kroatiens abgehalten. Die Mehrheit der Wähler (66,3 %) hat für den Beitritt gestimmt, und die Regierung hat das Referendum anerkannt, obwohl die Wahlbeteiligung nur bei 43,51 Prozent lag. Damit wurde Kroatien nach der Ratifizierung durch alle EU-Mitgliedstaaten am 1. Juli 2013 der 28. Mitgliedstaat und nahm bereits an der Europawahl 2014 teil.
Am 1. Januar 2023 trat Kroatien der Eurozone und dem Schengen-Raum bei.

## Zukünftige EU-Erweiterungen

EU-Erweiterung
Europäische Union
Beitrittskandidaten
Bewerberstaaten
Ein- und wieder ausgetreten bzw. Beitritt per Volksabstimmung abgelehnt
Antrag zurückgezogen
Antrag von EG abgelehnt

Auf dem EU-Gipfel in Thessaloniki wurde 2003 die Integration der Westbalkan-Staaten (Albanien, Bosnien und Herzegowina, Kosovo, Montenegro, Nordmazedonien, Serbien) als das nächste große Ziel in der EU-Erweiterung festgelegt (Versprechen von Thessaloniki). Von den Westbalkan-Staaten wurde seither Kroatien 2013 EU-Mitglied (siehe oben).
Am 15. Juli 2014 hielt Jean-Claude Juncker vor seiner Wahl zum Kommissionspräsidenten eine Rede vor dem Europäischen Parlament in Straßburg, in der er seine Leitlinien für die künftige EU-Politik vorstellte. In Junckers Leitlinien heißt es, die Union und ihre Bürger müssten „den Beitritt von 13 Staaten in den letzten zehn Jahren erst einmal verdauen“. Die EU müsse „bei der Erweiterung eine Pause einlegen“, es werde deshalb „in den nächsten fünf Jahren keine Erweiterung mehr geben“. Die laufenden Beitrittsverhandlungen sollten jedoch fortgeführt werden, „da insbesondere die westlichen Balkanstaaten weiter eine europäische Perspektive brauchen“. Auch die Östliche Partnerschaft mit Nachbarstaaten wie Moldau oder der Ukraine müsse ausgebaut werden.

### Beitrittskandidaten

#### Albanien
Im April 2009 stellte Albanien ein Beitrittsgesuch an die EU. Am 24. Juni 2014 wurde von der EU Albanien der Status eines Beitrittskandidaten verliehen. Ende März 2020 fiel in Brüssel der Beschluss, die Beitrittsverhandlungen mit Albanien (zusammen mit Nordmazedonien) zu beginnen. Im Juli 2020 legte die Europäische Kommission den Mitgliedsstaaten den Entwurf des Verhandlungsrahmens vor. Die Annahme dieses Rahmens durch den Rat ist Voraussetzung für die Einberufung der ersten Regierungskonferenz. Die Aufnahme von Verhandlungen wurde von den Niederlanden, von Frankreich und von Dänemark blockiert.
Im Juli 2022 (fünf Monate nach dem Beginn des russischen Überfalls auf die Ukraine) konnte die Blockade beendet werden und die EU begann Beitrittsverhandlungen mit Albanien.

#### Bosnien und Herzegowina
Bosnien und Herzegowina könnte der EU beitreten, wenn seine ökonomische Situation sich verbessert und die ethnischen Spannungen abgebaut werden; in diesem Staat befürworten viele Politiker den Beitritt.
Bosnien und Herzegowina hat mit der EU bereits 2008 ein Stabilisierungs- und Assoziierungsabkommen (SAA) abgeschlossen, welches als erster Schritt zu einem EU-Beitritt gesehen wird.
Am 15. Februar 2016 reichte der Vorsitzende des bosnischen Staatspräsidiums, Dragan Čović, offiziell den Antrag auf Mitgliedschaft in der Europäischen Union ein.
Am 12. Oktober 2022 empfahl die EU-Kommission Bosnien und Herzegowina den Status als Beitrittskandidat zu gewähren. Am 15. Dezember 2022 wurde Bosnien und Herzegowina als Beitrittskandidat akzeptiert.

#### Georgien
Am 3. März 2022 reichte Georgien ein EU-Beitrittsgesuch ein. Die Entscheidung dazu wurde wohl durch den Angriff Russlands auf die Ukraine im Februar 2022 beschleunigt, im Vorjahr war noch ein Beitrittsgesuch für 2024 angestrebt worden. Nachdem der Rat der Europäischen Union die EU-Kommission am 7. März aufgefordert hatten, zu dem Gesuch Stellung zu nehmen, erhielt Georgien am 11. und 19. April 2022 Fragebögen der EU. Georgien legte die Antworten zum 10. Mai vor. Am 17. Juni 2022 empfahl die Kommission, Georgien den Kandidatenstatus zu erteilen, wenn eine Reihe von Prioritäten erfüllt worden sind. Zu diesen Prioritäten gehören die Stärkung der staatlichen Institutionen, Justizreformen, Bekämpfung der Korruption, Reduktion des Einflusses von Oligarchen, Bekämpfung der organisierten Kriminalität, Achtung der Menschenrechte und Stärkung der Zivilgesellschaft. Der Europäische Rat folgte am 23. Juni 2022 dieser Empfehlung und stellte Georgien den Kandidatenstatus in Aussicht, wenn Georgien Fortschritte bei diesen Prioritäten macht. Am 8. November 2023 empfahl die Europäische Kommission dem Europäischen Rat, Georgien den Status eines Beitrittskandidaten zu verleihen, was am 14. Dezember 2023 geschah.
Das Ziel einer EU-Mitgliedschaft ist in der georgischen Verfassung festgeschrieben.

#### Moldau
Am 3. März 2022 reichte die Republik Moldau offiziell einen Antrag auf Mitgliedschaft in der Europäischen Union ein. Am 23. Juni 2022 erteilte der Europäische Rat auf einem Gipfeltreffen in Brüssel der Republik Moldau gemeinsam mit der Ukraine den Status eines Beitrittskandidaten.
Am 14. Dezember 2023 beschlossen die Staats- und Regierungschef der EU-Staaten im Rahmen eines Gipfeltreffens, Beitrittsverhandlungen mit der Republik Moldau aufzunehmen.

#### Montenegro
Montenegro hatte Mitte Dezember 2008 sein Beitrittsgesuch bei der EU eingereicht. Am 17. Dezember 2010 erlangte der Staat den Beitrittskandidatenstatus. Die Beitrittsverhandlungen begannen Ende Juni 2012. Bis Mitte 2020 wurden alle 33 Verhandlungskapitel eröffnet, sechs sind bereits abgeschlossen.
Bereits seit 2007 besteht ein Stabilisierungs- und Assoziierungsabkommen (SAA) mit der EU.

#### Nordmazedonien
Nordmazedonien wurde unter seinem damaligen Namen „Mazedonien“ am 15./16. Dezember 2005 der Status eines Beitrittskandidaten verliehen. Wichtige Voraussetzung dafür waren die erfolgreichen Bemühungen der nordmazedonischen Gesellschaft, die ethnischen Spannungen im Staat abzubauen. Mazedonien hatte am 22. März 2004 in Dublin seine Aufnahme offiziell beantragt. Durch den Tod des damaligen Präsidenten Boris Trajkovski am 26. Februar 2004 war dies vertagt worden. Ein Termin für den Beginn von Beitrittsverhandlungen wurde nicht genannt. Eine weitere Annäherung soll an eine generelle Debatte der EU über künftige Erweiterungsrunden gebunden sein. Ein Beitritt solle zudem von der Aufnahmefähigkeit der EU abhängen.
Der Namensstreit zwischen Mazedonien und dem EU-Mitglied Griechenland, das sein Veto gegen den Beitritt Mazedoniens in die NATO einlegte und auch mit einem Veto gegen den mazedonischen Beitritt zur EU drohte, erschwerte die laufenden Beitrittsverhandlungen, da die Lösung und Beilegung dieses Konfliktes primäre Voraussetzung für Griechenland waren, um über einen EU-Beitritt seines nördlichen Nachbarstaates zu verhandeln. 2019 benannte sich Mazedonien in Nordmazedonien um. Ende März 2020 fiel in Brüssel der Beschluss, die Beitrittsverhandlungen mit Nordmazedonien aufzunehmen. Die tatsächliche Eröffnung der Verhandlungen wird von Bulgarien auf Grund eines bilateralen Disputs über die Frage, ob die Sprache, die in Nordmazedonien vorherrschend gesprochen wird, eine eigene Sprache oder ein bulgarischer Dialekt ist, blockiert. Im Juli 2022 konnte die Blockade Bulgariens beendet werden, und die EU startete die Beitrittsverhandlungen mit Nordmazedonien.

#### Serbien
Bei Serbien wurden die Verhandlungen über das Stabilisierungs- und Assoziierungsabkommen 2006 wegen mangelnder Kooperation mit dem Haager Kriegsverbrechertribunal ausgesetzt, im Mai 2008 jedoch erfolgreich abgeschlossen.
Im Dezember 2009 stellte Serbien ein Beitrittsgesuch an die EU; seit dem 1. März 2012 ist Serbien offizieller Beitrittskandidat.
Mit Unterzeichnung des SAA aller 27 damaligen EU-Staaten im Juni 2013 ist Serbien zum „Assoziierten Mitglied der EU“ geworden, womit die formalen Bedingungen für die Aufnahme von Beitrittsverhandlungen erfüllt sind.
Nachdem Serbien am 1. März 2012 den Status als Beitrittskandidat verliehen bekommen hatte, begannen die Beitrittsverhandlungen am 21. Januar 2014. Das Screening wurde Ende März 2014 abgeschlossen. Am 14. Dezember 2015 wurden die ersten beiden Verhandlungskapitel eröffnet.
Aktuell sind 2 der 34 Verhandlungskapitel abgeschlossen und 20 weitere eröffnet (Stand: Ende 2021).

#### Türkei
Nachdem die Türkei bereits 1959 einen ersten Beitrittsantrag gestellt hatte, erhielt sie am 11. Dezember 1999 offiziell den Status als Beitrittskandidat zuerkannt. Auf dem Gipfel von Kopenhagen 2002 beschloss die EU, im Dezember 2004 über die Aufnahme von Beitrittsverhandlungen zu entscheiden, sobald die Türkei die Kopenhagener Kriterien erfülle.
Am 16./17. Dezember 2004 hat sich der Europäische Rat für die Aufnahme von Beitrittsverhandlungen mit der Türkei entsprechend den Empfehlungen des Kommissionsberichts vom 6. Oktober 2004 ausgesprochen. Seit dem 4. Oktober 2005 laufen die Beitrittsverhandlungen. Aktuell ist eines von 33 Verhandlungskapiteln abgeschlossen (Stand: März 2013).
Seit Mai 2013 löste das gewaltsame Vorgehen türkischer Polizei und „schwarzer Staatsmiliz“ gegen die Proteste in der Türkei 2013 internationale Kritik aus. Die Regierungen der Niederlande, Österreichs und Deutschlands lehnten das Öffnen eines neuen Verhandlungskapitels im Juni 2013 ab.

#### Ukraine
Im Herbst 2018 stimmte das ukrainische Parlament dafür, das Ziel eines EU-Beitritts in der Verfassung zu verankern. Nach Prüfung durch das Verfassungsgericht wurde dieses Ziel am 7. Februar 2019 zusammen mit einem NATO-Beitritt festgeschrieben. In der Folge arbeitete der Staat darauf hin, 2024 formell eine EU-Mitgliedschaft zu beantragen, um in den 2030er-Jahren Mitglied zu werden.
Der russische Überfall auf die Ukraine 2022 beschleunigte die Debatte über einen Beitritt und der ukrainische Präsident Wolodymyr Selenskyj forderte am 26. Februar einen sofortigen Beitritt. Am 28. Februar unterschrieb Selenskyj einen Antrag auf EU-Mitgliedschaft der Ukraine. Kommissionspräsidentin von der Leyen hatte am Vortag den Beitritt in Aussicht gestellt. Am 23. Juni erteilte der Europäische Rat auf einem Gipfeltreffen in Brüssel der Ukraine gemeinsam mit der Republik Moldau den Status eines Beitrittskandidaten.
Am 14. Dezember 2023 beschlossen die Staats- und Regierungschefs der EU-Staaten im Rahmen eines Gipfeltreffens Beitrittsverhandlungen mit der Ukraine aufzunehmen.

### Bewerberstaaten
Staaten, die einen Beitrittsantrag abgegeben haben, der weiterverfolgt wird, können als Bewerberstaaten bezeichnet werden. Diese Staaten sind jedoch noch keine „potenziellen Beitrittskandidaten“ im Sinne der rechtlichen Definition der EU, da es für die Verleihung dieses Status eines Ratsbeschlusses bedarf. Die EU benennt den Kosovo als „potenziellen Beitrittskandidaten“.

#### Kosovo
Kosovo hat am 17. Februar 2008 seine Unabhängigkeit erklärt, was von zahlreichen Staaten, darunter dem bisherigen Mutterland Serbien, nicht anerkannt wird. Offiziell wird der Kosovo „gemäß UN-Resolution 1244“ von der EU zu den „potenziellen Kandidatenstaaten“ gezählt. Allerdings verweigern die EU-Mitglieder Slowakei, Rumänien, Spanien, Griechenland und die Republik Zypern dem Kosovo bislang die Anerkennung. Das Stabilisierungs- und Assoziierungsabkommen wurde seit 2013 verhandelt und trat am 1. April 2016 in Kraft.
Im Juni 2022 kündigte der kosovarische Ministerpräsident Albin Kurti an, noch im selben Jahr die Mitgliedschaft in der Europäischen Union zu beantragen, was am 15. Dezember 2022 geschah.

## Ehemalige Bewerberstaaten

### Marokko
Ein Beitrittsgesuch Marokkos aus den 1980er-Jahren, eine Folge des EU-Beitritts des Handelspartners Spanien, wurde von der EU zurückgewiesen.

### Norwegen
Norwegen hat viermal einen Antrag auf Mitgliedschaft in der Europäischen Union gestellt (1962, 1967, 1970 und 1992). Als Frankreich 1962 und 1967 sein Veto gegen die Mitgliedschaft des Vereinigten Königreichs einlegte, das gleichzeitig mit Norwegen die Mitgliedschaft beantragt hatte, wurde auch der norwegische Beitrittsantrag nicht weiterverfolgt.
In den Jahren 1972 und 1994 haben die norwegischen Wähler einen Beitritt ihres Staates jeweils knapp durch Volksabstimmungen abgelehnt, weshalb die Regierung des Staates im letzten Moment zur Rücknahme des Antrages (bei bereits vollständig ausgehandeltem Beitrittsvertrag) gezwungen war.

### Island
Island hatte am 17. Juli 2009 einen Beitrittsantrag eingereicht. Die isländische Regierung erhoffte sich einen Beitritt für das Jahr 2012. Nach dem Abschluss der Beitrittsverhandlungen sollte über den EU-Beitritt in einem Referendum abgestimmt werden. Der Rat der EU hatte das isländische Beitrittsgesuch am 27. Juli 2009 mit der Bitte um Stellungnahme weitergereicht.
Am 24. Februar 2010 sprach die Europäische Kommission durch Štefan Füle die Empfehlung aus, mit der isländischen Regierung Beitrittsverhandlungen aufzunehmen. Am 17. Juni 2010 beschloss die EU, Beitrittsverhandlungen mit Island aufzunehmen. Diese wurden am 27. Juli 2010 offiziell aufgenommen. Zuletzt waren 11 der 33 Verhandlungskapitel abgeschlossen und 16 weitere eröffnet (Stand: 18. Dezember 2012).
Seit Beginn des isländischen Wahlkampfes 2013 ruhten die Beitrittsverhandlungen. Im Februar 2014 kündigte die neue Regierungskoalition, bestehend aus Fortschrittspartei und Unabhängigkeitspartei, an, das Beitrittsgesuch zurückzunehmen. Am 12. März 2015 zog Island seinen Beitrittsantrag zurück.

### Schweiz
Die Schweiz hatte am 20. Mai 1992 einen Antrag zur Aufnahme von Beitrittsverhandlungen an die Europäische Wirtschaftsgemeinschaft, die Europäische Gemeinschaft für Kohle und Stahl und die Europäische Atomgemeinschaft, die Vorläuferorganisationen der EU, gerichtet. Der Wortlaut des französischsprachigen Schreibens des Bundespräsidenten im Namen des Bundesrates an den Präsidenten des Rates der Europäischen Wirtschaftsgemeinschaft lautet in deutscher Übersetzung: „Sehr geehrter Herr Präsident, die Schweizer Regierung hat die Ehre, mit diesem Schreiben den Beitritt der Schweizerischen Eidgenossenschaft zur Europäischen Wirtschaftsgemeinschaft in Anwendung von Artikel 237 des Vertrages über die Gründung der Europäischen Wirtschaftsgemeinschaft zu beantragen, das heißt die Eröffnung von diesbezüglichen Verhandlungen.“ Das Schreiben ging im Sekretariat des Rats der Europäischen Gemeinschaften am 26. Mai 1992 ein.
Im März 2016 stimmte der Nationalrat, Mitte Juni 2016 auch der Ständerat des Staates für eine Motion von Nationalrat Lukas Reimann, mit der die Regierung beauftragt wird, den Beitrittsantrag zurückzuziehen. Bundesrat Didier Burkhalter bestätigte, man werde der EU mitteilen, dass der Antrag als erledigt zu betrachten sei.

## Debatte
Eine grundsätzliche Debatte in der Europäischen Union ist diejenige zwischen Erweiterung und Vertiefung. Bereits auf dem Gipfel von Den Haag 1969 diskutierten die europäischen Staats- und Regierungschefs über den scheinbaren Gegensatz zwischen der „vertikalen“ Vertiefung (der Aufnahme neuer Politikfelder in den Bereich der Gemeinschaft) und der „horizontalen“ Erweiterung (der Aufnahme neuer Mitgliedstaaten). Die Frage der optimalen Verschränkung von Erweiterung und Vertiefung trat auch später immer wieder auf. Oft traten die beiden Optionen dabei als konkurrierende Vorstellungen auf: Erweiterungen schienen nur auf Kosten des engen supranationalen Zusammenhalts möglich. Andererseits wurden in der historischen Entwicklung der EU meist beide Ziele parallel verfolgt – häufig fielen Beschlüsse zur Vertiefung nahezu gleichzeitig mit denen zu neuen Erweiterungsrunden.
Nach den tiefgreifenden Vertragsreformen der 1990er-Jahre erfuhr die Diskussion um die Zukunft der EU allerdings eine neue Wende. Wurde die Entwicklung der Union bis dahin vor allem als ein offener Prozess gesehen, der durch Vertiefung oder Erweiterung in eine bestimmte Richtung gelenkt werden könne, intensivierte sich seither die Debatte um die Finalität, also das Endziel und die möglichen Grenzen des europäischen Einigungsprozesses.

Mitglieder der EU und weiterer europäischer Organisationen (Stand: Februar 2025)

In der vertikalen Dimension gewann in diesem Zusammenhang das Subsidiaritätsprinzip an Bedeutung, dem zufolge Entscheidungen immer auf der niedrigstmöglichen Entscheidungsebene getroffen werden sollten. Die Verfechter nationaler Souveränitätsvorbehalte führen daher an, dass zahlreiche Politikfelder sinnvoller auf Ebene der einzelnen Mitgliedstaaten, nicht der EU behandelt werden sollten. Unter Befürwortern einer engen politischen Union hingegen wird vermehrt das Ziel eines europäischen Bundesstaats eingefordert, wie es schon zu Beginn des Integrationsprozesses von den europäischen Föderalisten vertreten wurde und sich zuletzt im Konzept der Europäischen Verfassung niederschlug. Bei einer Verlangsamung des Vertiefungsprozesses fürchten viele Integrationsbefürworter, dass die EU ihre politischen Ambitionen (etwa in Klima- und Außenpolitik) aufgeben und sich allein auf ihr wirtschaftliches Programm, den gemeinsamen Binnenmarkt, konzentrieren müsste – wobei genau dieses Szenario von einigen eher souveränitätsorientierten Mitgliedstaaten, wie etwa dem Vereinigten Königreich, durchaus befürwortet worden ist. Als Lösungsansatz in diesem Konflikt zwischen Vorreitern und Bremsern der Integration wird das Modell eines Kerneuropas beziehungsweise eines „Europas der unterschiedlichen Geschwindigkeiten“ diskutiert. Es soll (etwa mittels der verstärkten Zusammenarbeit) einer Gruppe von Mitgliedstaaten vertiefte Integrationsschritte ermöglichen, während andere Mitglieder nur in weniger intensiver Form an der EU beteiligt wären. Kritiker sehen in diesem Vorschlag jedoch eine Spaltungsgefahr für die Union.
In der horizontalen Dimension geht die Debatte außerdem um die Frage, ob die EU überhaupt endgültige geografische Grenzen besitzen kann oder ob sie ihre integrierende und befriedende Wirkung überall dort entfalten sollte, wo ihre Normen angenommen und ihre Kriterien erfüllt werden. Eine vorläufige Lösung stellt hier die Europäische Nachbarschaftspolitik dar, durch die die EU ihren Nachbarn im Osten und Süden die Möglichkeit geben will, auch ohne Vollmitgliedschaft an bestimmten Maßnahmen der Integration teilzunehmen. Eine endgültige Antwort zur Zukunft der EU als offenes Projekt oder als Modell in festen Grenzen steht nach wie vor aus.

## Einfluss einer Erweiterung auf die Flagge der EU
Die Zahl der Sterne auf der Europaflagge bezieht sich nicht auf die Anzahl der Mitgliedstaaten. Die blaue Flagge mit den 12 goldenen Sternen wurde 1955 vom Europarat eingeführt und erst 1986 von der damaligen Europäischen Gemeinschaft übernommen. Die 12 goldenen Sterne sollen Vollkommenheit und Vollständigkeit symbolisieren. Die Flagge bleibt folglich ungeachtet der Erweiterungen der EU unverändert.